# Arjona (Kolumbia)
Arjona – miasto w Kolumbii, w departamencie Bolívar.